# Grossvenediger
Großvenediger ( [ˈɡʀoːsveˌneːdɪɡɐ]; 3662 m) je 4. nejvyšší hora Rakouska, která se nachází ve skupině Venediger patřící do Vysokých Taur na hranicích spolkových zemí Solnohradsko a Tyrolsko.

## Výstup přes pražské chaty
Nejčastější výstupová cesta na Großvenediger začíná od parkoviště u Matreier Tauernhaus ve výšce 1 512 m n. m. Prvních pohodlných pět kilometrů vede údolím potoka Tauernbach po silničce a později široké cestě přes několik horských osad. Až na krátký úsek kolem peřejí u osady Außergschlöß stoupá cesta jen velmi mírně. To se změní u soutoku s potokem Karlesbach v 1735 m n. m., v místech kde v 19. století končil ledovec. Nově přeznačená cesta 902B odbočuje, vede přes most, téměř se ztrácí a později se napojí na zřetelnou původní trasu 902B. Pěšina vede po svahu bočního údolí Karlesbachu a ostře stoupá až na Starou pražskou chatu (2489 m n. m.) a dále již o něco mírněji na Novou pražskou chatu (2796 m n. m.), kde většina turistů přenocuje. Nad chatou se pěšina postupně ztrácí, značka vede po suti a přes sněhová pole traverzem pod hřebenem Niederer Zaun k ledovci Schlatenkees. Vzhledem k velkému množství trhlin je nezbytností základní ledovcová výbava, rovněž je třeba počítat s obtížnou orientací při zhoršené viditelnosti. Technicky je cesta po ledovci poměrně nenáročná, pouze ve spodní části je krátké prudší místo. Na citlivější jedince již může působit nadmořská výška (únava, zadýchávání se, nevolnost, bolesti hlavy). Na závěr cesta opouští ledovec a vede po krátkém úzkém sněhovém hřebínku s možností pádu na obě strany až k vrcholu s křížem.

## Galerie

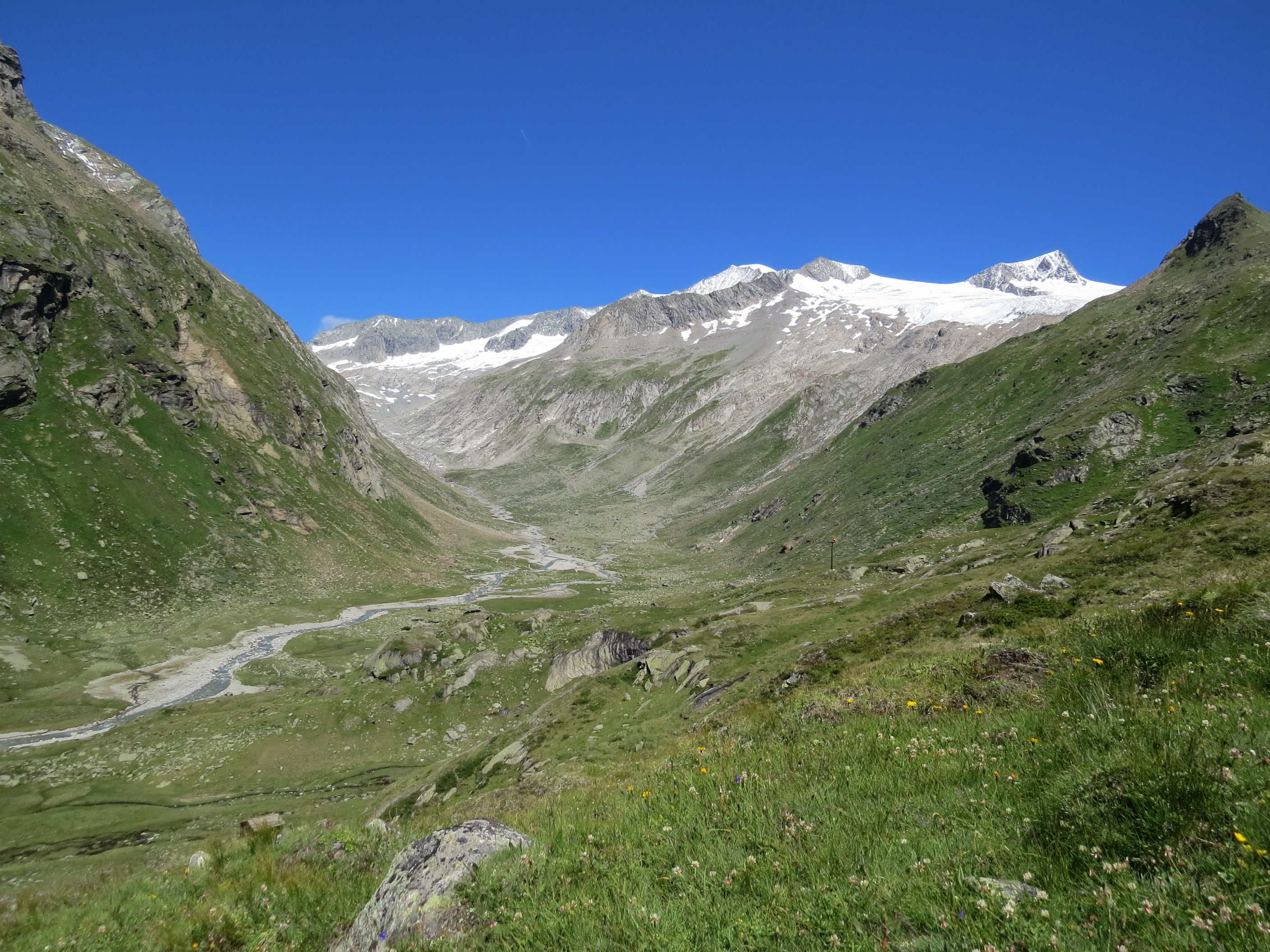
pohled od Johannishütte na Großvenediger, Hohes Aderl a Rainerhorn
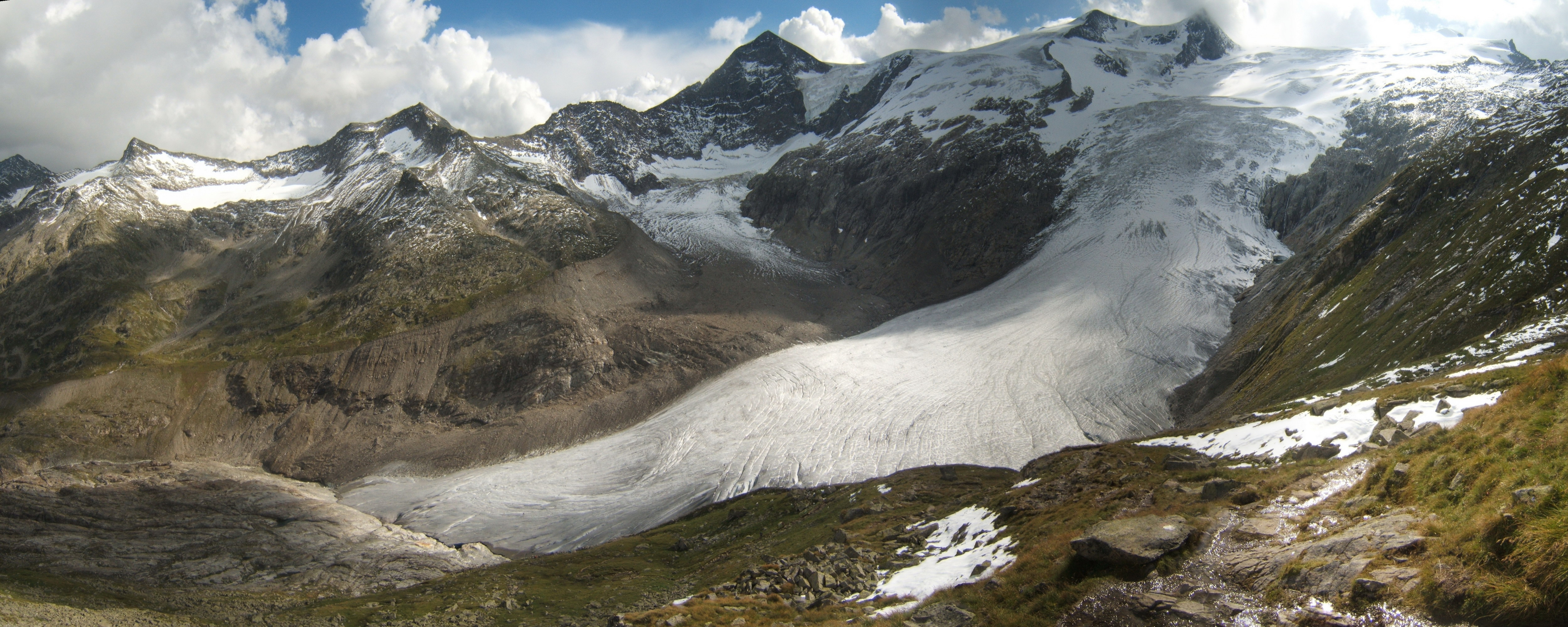
panorama od Staré pražské chaty
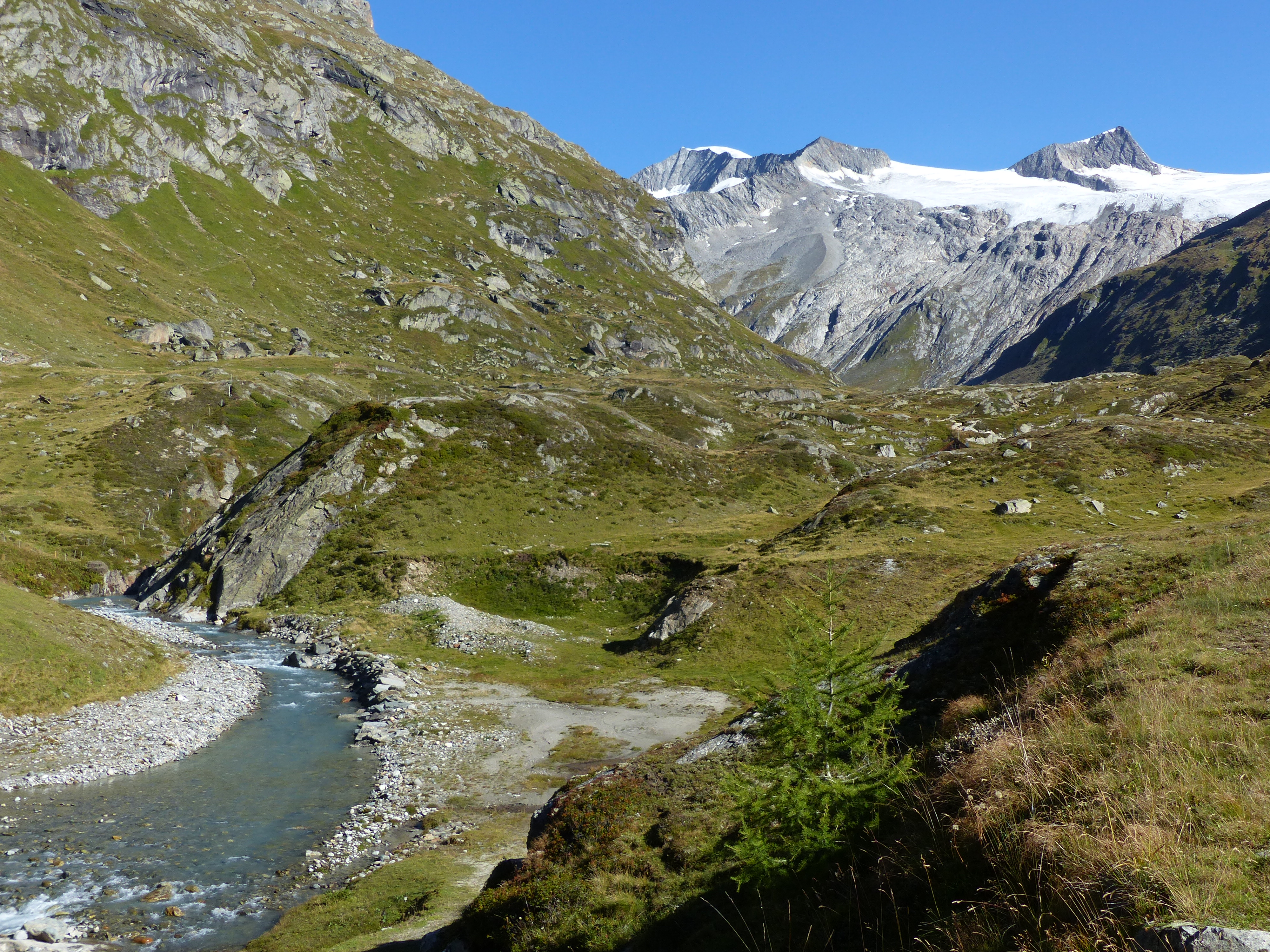
údolí Dorferbach a Großvenediger
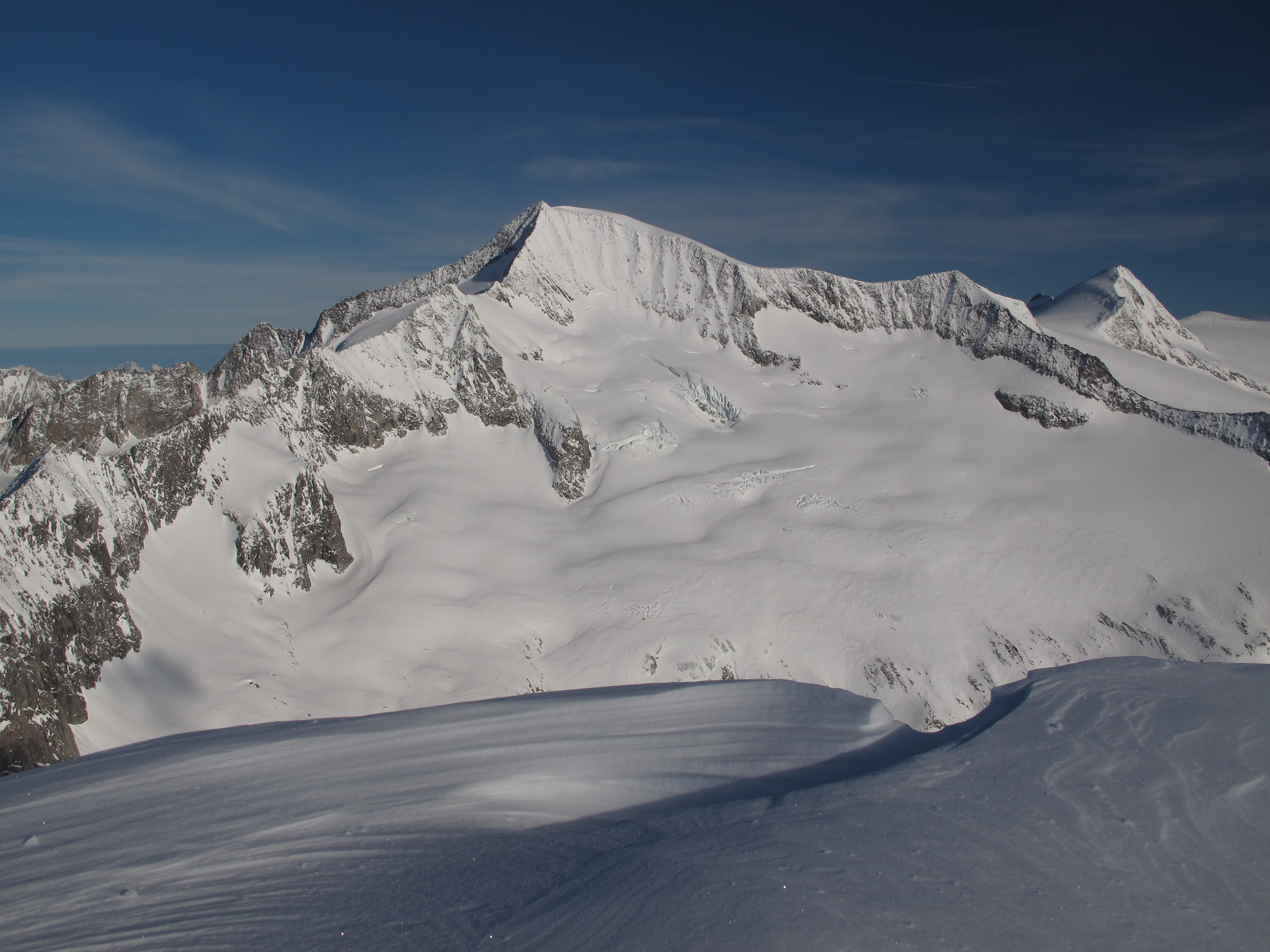
Grossvenediger od Grosser Geiger
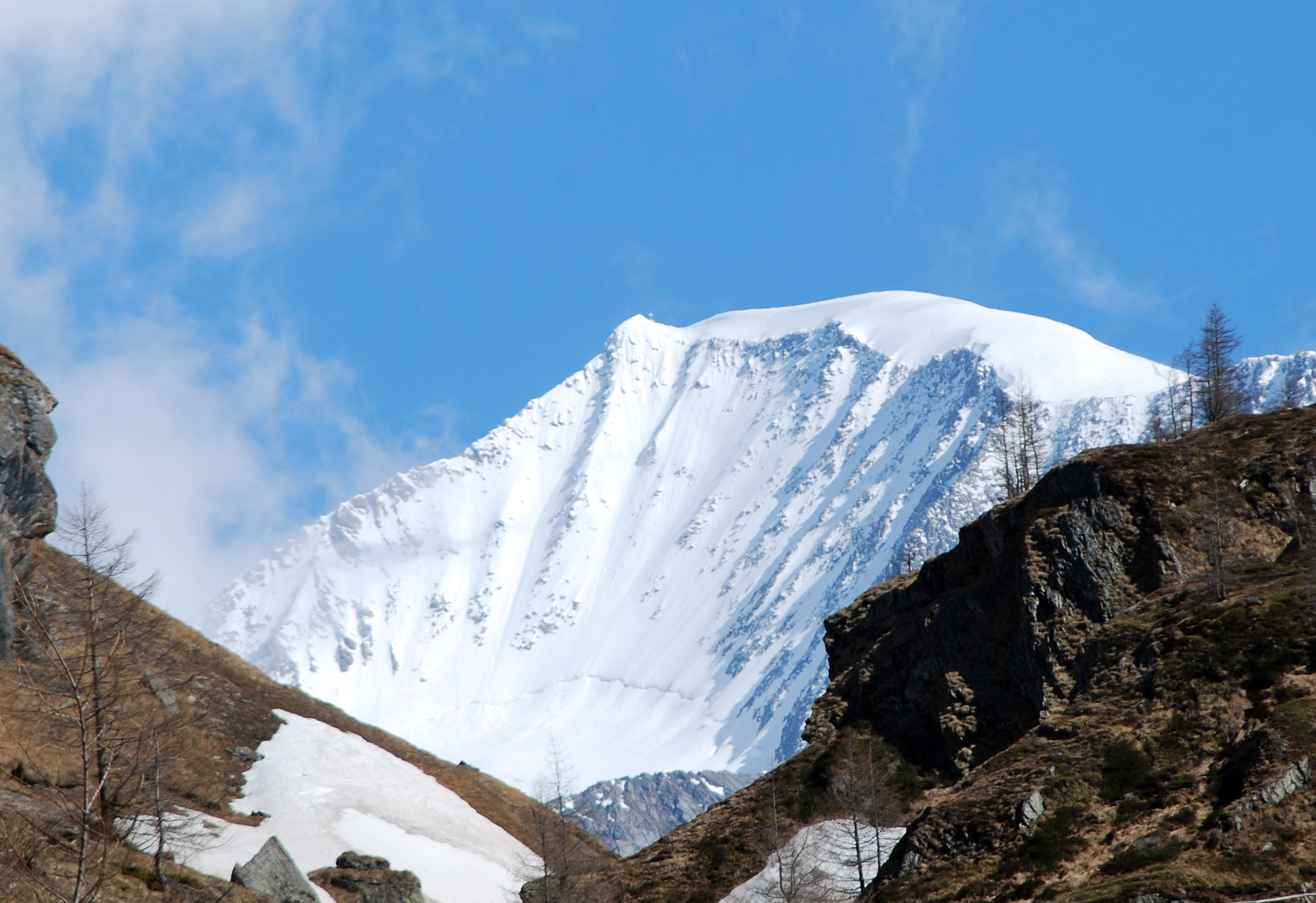
Großvenediger od jihu
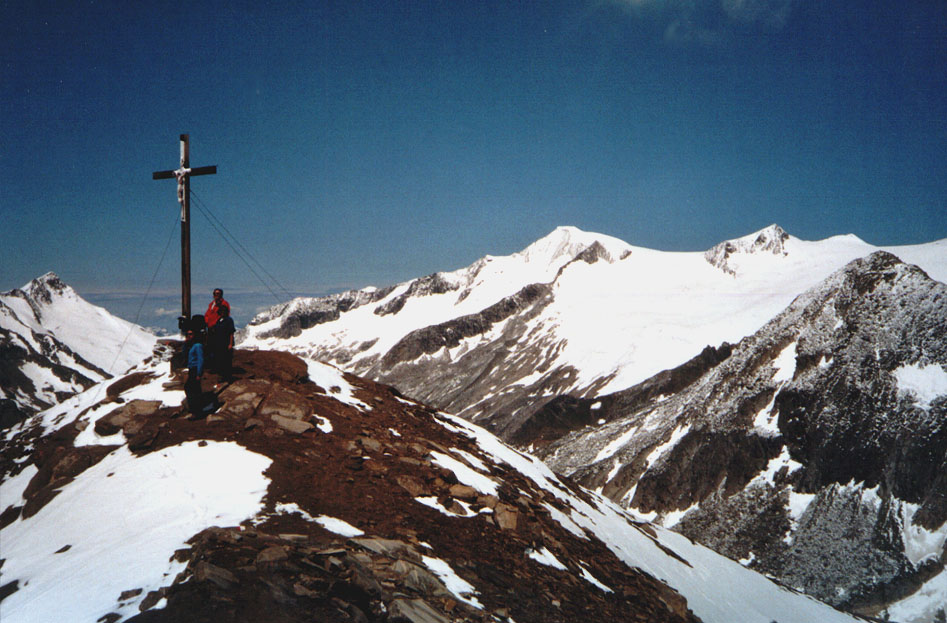
Pohled z Kreuzspitze na Grossvenediger